# 瀬沼茂樹
瀬沼 茂樹（せぬま しげき、1904年10月6日 - 1988年8月14日）は、日本の文芸評論家、翻訳家。本名は鈴木忠直。

## 来歴
東京府生まれ。1929年、東京商科大学（現一橋大学）卒。金子鷹之助ゼミでノヴァーリスを学んだ。在学中伊藤整と知り合い終生の親友となる。出版社に勤め、1930年、伊藤の『文芸レビュー』同人となり、谷川徹三の知遇を得て評論活動を始める。1932年、イポリット・テーヌの『文学史の方法』を翻訳、岩波文庫から刊行。唐木順三、藤原定らと季刊『理論』を創刊、1933年、最初の著書『現代文学』を上梓、1934年、埼玉県立商業学校教師、1935年、川越中学校教師、1937年から化粧品会社に勤め、執筆活動を一時休止。
1946年、『新日本文学』に拠って評論活動を再開、小田切秀雄、猪野謙二と知遇を得る。
1949年に日本大学講師となるが結核を患い、文筆に専念することに決心する。その後、稲垣達郎、猪野、川副国基と親しく交わる。
1953年当時、早川書房編集者だった宮田昇のブレインとして「翻訳ミステリの安価なシリーズ」を奨め、これがハヤカワ・ポケット・ミステリの創刊につながった。
瀬沼自身にもミステリ等の翻訳がある。
1960年、日本大学芸術学部教授。1963年に日本近代文学館が創立されると理事に就任。
1965年、大正大学講師となる。1967年、日本ペンクラブ理事。1969年、大正大学教授。同年11月に旧友伊藤整が死去。
1971年より伊藤による未完の「群像」連載『日本文壇史』の続きを執筆開始。
1975年、文学博士号取得、大正大学を退任。1976年、勲四等瑞宝章受章。
1979年、『日本文壇史』全6巻で読売文学賞受賞。
1988年死去。墓所は港区光林寺。没後、蔵書の一部が日本近代文学館に収められ、1997年に『瀬沼茂樹文庫目録』が出版された。

## 著書

### 単著
- 『現代文学』（木星社書院） 1933
  - 増訂『昭和の文学』（旧・河出文庫） 1954、完本・冬樹社 1976
- 『島崎藤村 その生涯と作品』（世界評論社） 1949
- 『近代日本文学のなりたち 家と自我』（河出書房） 1951
- 『近代日本の作家と作品』（要書房） 1955
- 『文章作法』（河出書房） 1956
- 『若い日の小説鑑賞』（角川書店） 1959、青春新書 1961
- 『近代日本の文学 西欧文学の影響』（社会思想研究会出版部、現代教養文庫） 1959
- 『評伝 島崎藤村』（実業之日本社） 1959
- 『文章の作り方・書き方』（実業之日本社） 1960
- 『現代文学の条件』（河出書房新社） 1960
- 『本の選び方・読み方』（実業之日本社） 1961
- 『日本文学世界周遊紀行 第1』（角川書店） 1962
- 『夏目漱石』（東京大学出版会） 1962、新版1970、改訂版2007
- 『近代日本文学の構造 Ⅰ・Ⅱ』（集英社） 1963
- 『本の百年史 ベスト・セラーの今昔』（出版ニュース社） 1965
- 『戦後文学の動向』（明治書院） 1966
- 『伊藤整』（冬樹社） 1971
- 『仮面と素面 瀬沼茂樹随想集』（冬樹社） 1971
- 『木曽路と島崎藤村』（歴史と文学の旅：平凡社） 1972
- 『展望・現代日本文学』（集英社） 1972
- 『龍の落し子』（時事通信社） 1973
- 『明治文学研究』（法政大学出版局） 1974
- 『戦後文壇生活ノート』上下（河出書房新社） 1975
- 『作家の素顔』（河出書房新社） 1975
- 『日本文壇史』19 - 24（講談社） 1977 - 1978
改訂新版[2] 講談社文芸文庫 1997 - 1998
- 『野上彌生子の世界』（岩波書店） 1984

### 翻訳
- 『文学史の方法』（イポリット・テエヌ、岩波文庫） 1932、復刊1958、1993
- 『西洋哲学史』（クレメント・ウエッブ、新樹社） 1946、現代教養文庫 1952
- 『カナリヤ殺人事件』（S・S・ヴァン・ダイン、新樹社） 1950、のち早川書房、角川文庫
- 『夫婦物語』（シンクレア・ルイス、金子哲郎共訳、早川書房 上下） 1951
- 『おけら部落』（ジョン・スタインベック、六興出版社） 1952
- 『ロシア文学の理想と現実』（ピョートル・クロポトキン、伊藤整共訳、創元文庫 上下） 1952 - 1953
- 『カルメン』（プロスペル・メリメ、創芸社） 1953
- 『消えた死体』（ロナルド・ノックス、世界推理小説全集：東京創元社） 1958
- 『死の序曲』（ナイオ・マーシュ、ハヤカワ・ポケット・ミステリ：早川書房） 1959

### 記念論集
- 『現代作家・作品論』（瀬沼茂樹古稀記念論文集刊行会、河出書房新社） 1974

## 参考
- 『日本文壇史』（講談社文芸文庫）附載年譜